# Panagiotis Retsos
Panagiotis „Panos“ Retsos (griechisch Παναγιώτης Ρέτσος; * 9. August 1998 in Johannesburg, Südafrika) ist ein griechischer Fußballspieler. Der Innenverteidiger, der regelmäßig auch auf beiden Außenverteidigerpositionen zum Einsatz kommt, stammt aus der Jugend von Olympiakos Piräus und wurde mit der Herrenmannschaft zweimal griechischer Meister. Nach Stationen bei Bayer 04 Leverkusen, Sheffield United, AS Saint-Étienne und Hellas Verona steht er mittlerweile wieder bei seinem Jugendverein unter Vertrag.
Im August 2017 debütierte er für die griechische A-Nationalmannschaft. Zuvor war er bereits seit 2014 in den U-Auswahlen des Verbandes aktiv gewesen.

## Vereinskarriere

### Anfänge in der Heimat
Panagiotis Retsos begann seine Karriere im Alter von fünf Jahren bei Thyella Agiou Dimitriou, einem Klub aus Agios Dimitrios, einer südlichen Vorstadt von Athen. 2008 wechselte er zu Olympiakos Piräus und ging in dessen Jugend. Mitte 2015 rückte er in die erste Mannschaft auf, stand jedoch nur in drei von 48 möglichen Pflichtspielen im Kader. Ohne Einsatz wurde er Meister in der griechischen Liga. Erst in der Folgesaison wurde er fester Bestandteil des Kaders von Olympiakos. Er gab am 25. August 2016 sein Pflichtspieldebüt im Play-off-Rückspiel der Europa League gegen den FC Arouca und wurde über die gesamte Spielzeit als Rechtsverteidiger aufgeboten. Von 53 möglichen Pflichtpartien spielte er 34 und konnte am Ende der Saison erneut die griechische Meisterschaft feiern.

### Bayer 04 Leverkusen
Am 31. August 2017 wechselte Retsos in die deutsche Bundesliga zu Bayer 04 Leverkusen und erhielt dort einen Vertrag bis Mitte 2022. Sein Debüt in der Mannschaft gab er am 17. September beim 4:0-Heimsieg in der Bundesliga über den SC Freiburg. Er wurde dabei über die gesamte Spielzeit aufgeboten. Das erste Pflichtspieltor seiner Karriere erzielte Retsos am 9. April 2018 in der Ligapartie gegen RB Leipzig. Beim 4:1-Auswärtssieg der Leverkusener schoss er das dritte Tor der Mannschaft, nachdem er bereits zur Mitte der ersten Halbzeit für den verletzten Sven Bender eingewechselt worden war. Insgesamt spielte er in 28 von möglichen 36 Partien für die Leverkusener und steuerte neben dem Tor zudem drei Vorlagen zum Erfolg seiner Mannschaft bei.
Während der Vorbereitung zur Saison 2018/19 verletzte sich Retsos Anfang August 2018 am rechten Oberschenkel. Er stand erst Ende Oktober wieder im Mannschaftskader für die beiden Europa-League-Spiele gegen den FC Zürich. Für das folgende Spiel im Wettbewerb gegen Ludogorez Rasgrad wurde Retsos erstmals in der Saison eingesetzt und in die Startaufstellung berufen. Er musste allerdings nach 34 Spielminuten für Julian Baumgartlinger ausgewechselt werden, da er sich zuvor eine Verletzung am linken Oberschenkel zugezogen hatte. Ein weiterer Pflichtspieleinsatz in dieser Spielzeit folgte nicht.
Die Vorbereitung zur Saison 2019/20 absolvierte Retsos ohne Verletzungen und stand in der Hinrunde nur in zwei Spielen nicht im Kader, allerdings musste er bis Ende Oktober auf einen Einsatz warten. Im DFB-Pokalspiel gegen den SC Paderborn 07 spielte er zum ersten Mal nach genau elf Monaten wieder für die Leverkusener. Es folgten fünf weitere Einsätze, darunter einer von Beginn an und insgesamt drei in der Bundesliga bis zum Januar 2020.

### In England
Am 31. Januar 2020 wechselte Retsos für fünf Monate auf Basis einer Leihe nach England in die Premier League zu Sheffield United. Der Verein verfügte über eine Option zur festen Verpflichtung Retsos’ im Anschluss an die Leihe. Retsos’ Leihe wurde von Sheffield United am 22. Juni beendet, wodurch er nach Leverkusen zurückkehrte. Der Grieche spielte während seiner Zeit in England lediglich einmal im FA Cup für den Verein. Die Option für eine feste Verpflichtung des Spielers zog der Verein entsprechend nicht.

### In Frankreich
Zur Saison 2020/21 wechselte Retsos auf Basis einer Leihe zum französischen Erstligisten AS Saint-Étienne. Der Verein verfügte über die Möglichkeit einer festen Verpflichtung des Griechen, machte davon aber keinen Gebrauch.

### Hellas Verona
Vor seinem Vertragsende Mitte 2022 wechselte Retsos nach Italien zu Hellas Verona. Er erhielt dort einen Vertrag mit einer Laufzeit bis Mitte 2023.
Von Verona wurde er Mitte 2022 an Olympiakos Piräus verliehen, wohin er 2023 fest wechselte.

## Nationalmannschaft
Aufgrund seiner Geburt in Südafrika wäre es Retsos neben dem griechischen Verband auch möglich gewesen, für den südafrikanischen zu spielen. Dieser sei jedoch nie offiziell auf ihn zugekommen.
Retsos spielt seit der U17 für die Auswahlen Griechenlands. Mit der U17 nahm er nach erfolgreicher Qualifikation an der EM 2015 in Bulgarien teil und schied schon in der Gruppenphase aus. Retsos absolvierte dabei alle drei Partien von Beginn an und über die gesamte Spielzeit.
Für das Qualifikationsspiel zur WM 2018 bei Bosnien und Herzegowina am 9. Juni 2017 wurde Retsos erstmals in den Kader der A-Nationalmannschaft berufen, kam jedoch nicht zum Einsatz. Sein Debüt gab er am 31. August beim 0:0-Unentschieden in der WM-Qualifikationspartie gegen Estland als rechter Außenverteidiger.

## Erfolge
- U-17-Europameisterschaft: Teilnahme 2015
- Griechischer Meister: 2015/16, 2016/17
- Conference-League-Sieger: 2024

## Persönliches
Retsos wurde im August 1998 in Johannesburg in Südafrika geboren. Er ist der Sohn griechischer Eltern. Der Vater kam fünf Jahre zuvor in das Land, um dort Arbeit zu finden. Nach dem damals geltenden Recht erhielt er bei der Geburt auch die südafrikanische Staatsangehörigkeit. Die Familie kehrte zwischen 1999 und 2001 nach Griechenland zurück und ließ sich in Agios Dimitrios bei Athen nieder. In einem Zeitungsgespräch Mitte Oktober 2018 erklärte Retsos, seither nicht wieder in Südafrika gewesen zu sein; er fühle sich dem Land aber weiterhin verbunden. Er hat eine jüngere Schwester und einen älteren Bruder, Michaelis (* 1986), der bei Thyella Agiou Dimitriou aktiv ist, sowie einen jüngeren, der in der Jugend von Olympiakos Piräus Fußball spielt. 2009 wurde er vom griechischen Verband als griechischer Spieler anerkannt.